# 伊瓦尼涅
51°59′58″N 32°39′38″E / 51.99944°N 32.66056°E
伊瓦尼涅（烏克蘭語：Іванине），是烏克蘭北部的村莊，隸屬切爾尼希夫州的諾夫霍羅德-錫韋爾斯基區。該村面積0.06平方公里，海拔高度172米，2001年人口31，人口密度每平方公里516.7人。